# Immunofagocytoza
Immunofagocytoza, opsonofagocytoza (inaczej fagocytoza immunologiczna) – proces, w wyniku którego komórka żerna należąca do układu odpornościowego fagocytuje antygen opłaszczony opsoninami z udziałem receptorów dla opsonin.

Przeczytaj ostrzeżenie dotyczące informacji medycznych i pokrewnych zamieszczonych w Wikipedii.